# Fakultative Rückversicherung
Bei der rein fakultativen Rückversicherung können sich die beteiligten Parteien jeweils frei über die Abgabe bzw. Annahme von Risiken entscheiden. Das Erstversicherungsunternehmen kann wählen, ob, in welchem Umfang und an welches Rückversicherungsunternehmen es ein übernommenes Risiko zediert (weitergibt, überträgt). Das Rückversicherungsunternehmen kann entscheiden, ob es das angebotene Risiko annimmt (akzeptiert), ob es nur zur Übernahme von Ausschnitten davon bereit ist oder ob es das Risiko ganz ablehnt. Vor einer Einigung steht also stets ein individueller Verhandlungsprozess.

## Nachteile
Rein fakultative Rückversicherungen haben den Nachteil, dass sie aufgrund der individuellen Verhandlungen sehr viel Zeit und Verwaltungsaufwand beanspruchen. Hinzu kommt, dass sich der Erstversicherer nicht von vornherein auf die Verfügbarkeit von Rückversicherungsschutz verlassen kann. Er muss deshalb entweder noch vor der endgültigen Deckungszusage an den Versicherungsnehmer geeigneten Rückversicherungsschutz suchen, was sich störend auf Kundenbeziehungen auswirken kann. Oder er setzt sich der Gefahr aus, vorübergehend oder dauerhaft Risiken allein tragen zu müssen, die unter Mischungsaspekten nicht in den eigenen Versicherungsbestand passen oder gar die eigene Zeichnungskapazität überschreiten.

## Vorteile
Der Hauptvorteil der fakultativen Rückversicherung ergibt sich aus dem Merkmal der Freiwilligkeit. Sowohl Erst- als auch Rückversicherer können über Abgabe und Annahme von Risiken sowie die individuellen Vertragsinhalte nach Maßgabe ihrer eigenen Risikopolitik entscheiden. Allerdings besteht für den Rückversicherer eine Gefahr darin, dass er möglicherweise immer nur eine bestimmte, für ihn letztlich ungünstige Auswahl an Risiken angeboten bekommt.